# Dudyńce
Dudyńce is een plaats in het Poolse district Sanocki, woiwodschap Subkarpaten. De plaats maakt deel uit van de gemeente Bukowsko en telt ongeveer 200 inwoners.